# Parti du congrès du Malawi
Le Parti du congrès du Malawi, en anglais Malawi Congress Party (MCP), est un parti politique malawite. Il est le successeur du Nyasaland African Congress, créé en 1912 alors que le pays, sous le nom de Nyassaland, était une colonie britannique. Le MCP, sous la présidence de Hastings Banda, qui gouverna le Malawi indépendant en 1964, puis de 1966 à 1993, était le parti unique du pays. Il a continué à être une force politique importante quoiqu'ayant perdu le pouvoir. Aux élections législatives de 2009, il recueille environ 30 % des voix à l'échelle nationale. Il revient au pouvoir en 2020 lors de l'accession à la présidence de Lazarus Chakwera.

## Histoire
Le Malawi Congress Party est le successeur du Nyasaland African Congress (NAC), parti interdit en 1959. Le MCP est fondé par Orton Chirwa, le premier « barrister » du Nyassaland, après sa libération de la prison de Gwelo ; il devient président, associé à d'autres dirigeants du NAC tels que Aleke Banda et S. Kamwendo, en lien avec Hastings Banda, resté en prison. Ce dernier devient président du parti après sa libération de prison, il le restera jusqu'en 1997, l'année de sa mort.
Aux élections de 1961, le MCP gagne tous les sièges de la législature puis conduit le Nyassaland à l'indépendance, obtenue en 1964. Le pays désormais dénommé Malawi devient une république en 1966 et le MCP devient le seul parti légal jusqu'en 1993. Durant les vingt-sept années qui suivent l'instauration de la république, le gouvernement et le MCP ne font qu'un. Le pays est dirigé d'une main de fer, ainsi tous les citoyens adultes devaient être membres du parti et devaient porter sur eux leur carte d'adhésion.
Le MCP perd son monopole en 1993, à l'occasion d'un référendum qui établit le multipartisme et Hastings Banda perd les élections l'année suivante.
À la différence de la plupart des anciens partis uniques en Afrique, le MCP reste une force politique importante au Malawi. Son bastion est la région centrale, peuplée par les ethnies Chewa et Nyanja.
Aux élections générales de 2009, le MCP présente comme candidat à la présidence un confident de longue date d'Hastings Banda, John Tembo, qui obtient 30,7 % des suffrages ; le parti obtient 26 sièges sur 193.

### Traduction
- (en) Cet article est partiellement ou en totalité issu de l’article de Wikipédia en anglais intitulé « Malawi Congress Party » (voir la liste des auteurs).